# Штурм Перекопа (1736)
Штурм Перекопа — эпизод русско-турецкой войны 1735—1739 годов, состоявшийся 19 — 21 мая (1 июня) 1736 года, в ходе которого русская армия под командованием Кристофа Бурхарда Миниха успешно штурмовала крепость Перекопа и впервые открыла себе дорогу на Крымский полуостров.

## Предыстория
На второй год Русско-турецкой войны (1735—1739) было решено атаковать Крым. Русские войска, усиленные запорожскими казаками, подошли к перешейку в середине мая. В крепости Перекопа находился трёхтысячный гарнизон янычар, а также многочисленные конные воины Каплана I Герая. Авангард русских подошёл к крепости 28 мая 1736 года, отразив атаки крымской конницы.

## Укрепления
Перекопский перешеек, соединяющий Крым с материком, на протяжении столетий имел стратегическое значение, и посему был оснащён мощной системой оборонительных сооружений. Она состояла из 8-километрового вала, простиравшегося от Чёрного моря до озера Сиваш.

## Штурм
В Перекопе находился 3-тысячный гарнизон турецких солдат, а также многочисленные крымские воины. Авангард русских войск подошёл к крепости 19 (30) мая, отбив атаки посланной против него крымской конницы. После того, как армия достигла перекопских укреплений, 21 мая Миних отдал приказ штурмовать валы. Штурмовые отряды перебрались через ров и с помощью пик и рогаток стали карабкаться на стену, скоро овладев ей. Части турецкого гарнизона, оказывавшие сопротивление, были в течение часа полностью истреблены. Оставшиеся защитники крепости капитулировали в обмен на свободный выход.
С паши взяли слово, что он в течение двух лет не будет участвовать в войне против России. Но по выходе коменданта с гарнизоном в 2554 человека из крепости с ним поступили как с военнопленным. На его претензии отвечали, что Порта и хан, в противоположность условию последнего трактата, задержали 200 человек русских купцов и поэтому, пока их не выпустят, пашу не освободят. В крепости и башнях захватили до 60 исправных пушек, в том числе несколько с русским гербом, захваченных турками во время неудачного похода князя Голицына.

## Последствия. Разгром Крыма
Взяв Перекоп, русская армия овладела Кезлевом (Евпаторией), где были захвачены масштабные припасы. Далее, 16 июня, была взята ханская столица Бахчисарай, который русские войска предали огню, вместе с ханским дворцом. Однако из-за свирепствовавшей в рядах армии эпидемии, Миних был вынужден оставить Крым и отойти назад в северное Причерноморье. Общие потери за время похода вглубь Крымского полуострова составили 30 тысяч человек, из них всего 10 % боевые.
Тем не менее, разорение Крыма существенно подорвало мощь ханства и подготовило почву для его последующего покорения во второй половине XVIII века. Также были в значительной мере пресечены дальнейшие набеги крымских татар на южные окраины России.

## В художественной литературе
- Валентин Пикуль Исторические миниатюры. В двух томах. ISBN 5-235-00958-4, ISBN 5-235-00990-8, ISBN 5-235-00991-6 Глава «Солдат Василий Михайлов».